# Агуада (культура)

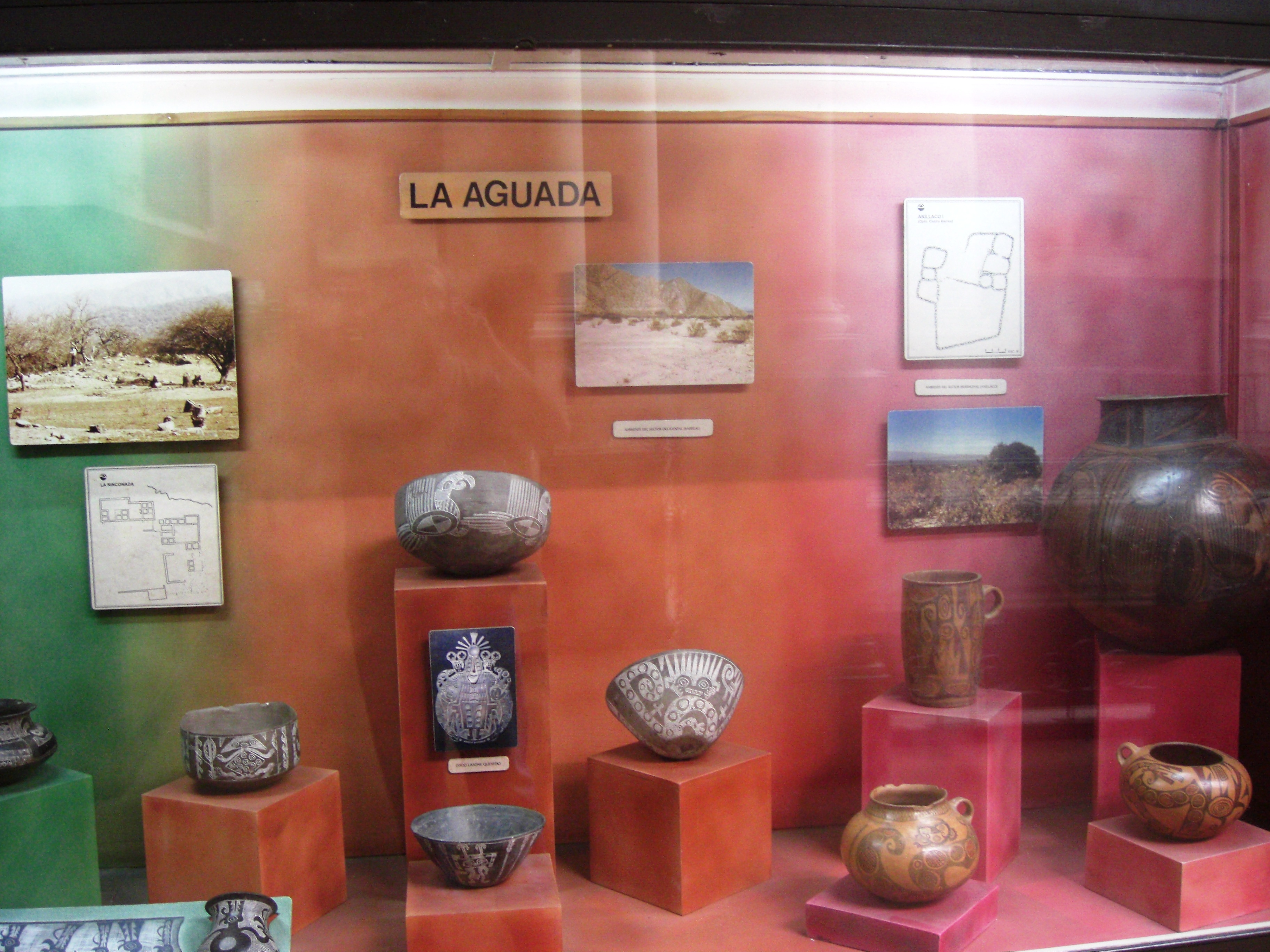
Экспонаты в музее Де-Ла-Плата.

Культура Агуада существовала в период 600—900 гг. н. э. на территории аргентинской провинции Катамарка и Ла-Риоха.
Культура находилась под влиянием северо-западной Аргентины и северного района Чили.
Культура Агуада считается главным событием доколумбового искусства в регионе.
Широко известна медными пластинами и полихромной керамикой с изображениями птиц, человеческих существ и голов-трофеев.
Агуада развивается под влиянием других местных культур, которые предшествовали в регионе, особенно Сьенага и Кондоруаси.
В этой археологической культуре находятся поселения с большими прямоугольными углублёнными жилищами, расположенными вокруг центральной площадки, террасные поля, грунтовые могильники (встречаются могилы, выложенные камнем, коллективные захоронения, детские погребения в урнах), земляные холмы с постройками храмового типа на вершине.
Для культуры Агуады характерны расписная керамика (геометрический орнамент, изображения человеческих личин, ягуаров, мистических животных), каменные топоры, ступки, медные и бронзовые орудия и оружие, церемониальные топоры и пластины с изображениями человека со зверями или змеями, ягуара, птиц, мифических животных и др.